# Необичана (филм, 1949)
Необичана (на испански: La malquerida) е мексикански игрален филм от 1949 г., адаптиран по едноименната пиеса от испанския драматург Хасинто Бенавенте и режисиран от Емилио Фернандес. Във филма участват Долорес дел Рио, Хулио Виляреал, Роберто Каниедо, Колумба Домингес и Педро Армендарис.

## Сюжет
В хасиендата на Ел Сото живеят доня Раймунда и нейната дъщеря Акасия. Когато Раймунда остава вдовица, тя се омъжва за Естебан, който е отхвърлен от дъщеря ѝ, без да знае, че в действителност между тях се е зародила дълбока любов, която и двамата крият зад маската си на враждебност. Най-лошото идва, когато Естебан започва да се отървава от всички мъже, ухажващи Акасия.

## Актьори
- Долорес дел Рио – Раймунда
- Педро Армендарис – Естебан
- Колумба Домингес – Акасия
- Роберто Каниедо – Фаустино
- Хилберто Гонсалес – Рубио
- Мими Дерба – Доня Мерседес
- Енрикета Реса – Хулиана
- Мануел Донде – Съдия
- Карлос Рикелме – Норберто
- Луис Асевес Кастаниеда – Висенте
- Хулио Виляреал – Дон Еусебио
- Родолфо Акоста
- Едуардо Аросамена – Пасторът
- Агустин Фернандес
- Хайме Фернандес – Марсиал
- Рохелио Фернандес
- Сантяго Торес

## Награди и номинации
Габриел Фигероа печели международната награда за най-добра операторска работа на Международния филмов фестивал във Венеция през 1949 г., където Емилио Фернандес също е номиниран за Златен лъв.
Филмът заема 92-ро място в списъка на 100-те най-добри филма на мексиканското кино, публикуван през юли 1994 г., според мнението 25 критици и филмови специалисти в Мексико.

## Представления и адаптации

### Театър
- 1913 (Премиера). В ролите: Мария Гереро, Фернандо Диас де Мендоса, Ернесто Вилхес, Мария Фернанда Ладрон де Гевара, Ирене Лопес Ередия, Кармен Руис Морагас, Рикардо Хусте.
- 1930. В ролята: Мария Тереса Монтоя.
- 1933. В ролята: Ана Адамус.
- 1935. В ролята: Лола Мембривес.
- 1957. Режисура: Клаудио де ла Торе. В ролите: Мария Исабел Паярес, Мария Рус, Пепита К. Веласкес, Ана Адамус, Виктория Родригес, Мария дел Кармен Диас де Мендоса, Анхел Пикасо, Луиса Сала, Рафаел Алонсо, Емилио Менендес, Рамон Корото.
- 1974: Режисура: Хуан Гереро Самора. В ролите: Кармен Бернардос, Хуан Луис Галиардо, Елиса Рамирес, Ана дел Арко, Франсиско Марсо, Алберто Бобе, Мигел Анхел.
- 1977: Режисура: Енрике Алварес Диосдадо. В ролите: Амелия де ла Торе, Енрике Диосдадо, Анхел Кесада, Роса Фонтана, Ана Мария Мендес, Майте Тохар, Рикардо Алпуенте.
- 1988. Режисура: Мигел Нарос. В ролите: Ана Марсоа, Хосе Падро Карион, Елио Педрегал, Аитана Санчес-Хихон, Кармело Гомес, Маргарита Калаора, Анхел де Андрес.
- 1996. (Музикална адаптация). Режисура: Алфредо Маняс. В ролите: Есперанса Рой, Даниел Фернандес, Есперанса Лара.
- 2000. Режисура: Хоакин Вида. В ролите: Нати Мистрал, Карлос Байестерос, Мар Бордайо, Кармен Серано.

### Кино
- 1914. Режисура: Рикардо де Боланьос. В ролите: Антония Аревало, Франсиско Фуентес, Кармен Муньос Гар.
- 1939. Режисура: Хосе Лопес Рубио. В ролите: Тарсила Криадо, Хулио Пеня, Лучи Сото, Хесус Тордесияс.

### Телевизия
- 1968. В ефира на TVE. В ролите: Мари Карийо, Нурия Торай, Антонио Касас, Хосе Мария Прада.
- 1977. В ефира на TVE. В ролите: Амелия де ла Торе, Енрике Диосдадо, Роса Фонтана, Анхел Кесада.
- 2006. В ефира на TVE. В ролите: Мерседес Сампиетро, Хосе Коронадо, Алба Алонсо, Ева Леон Конде, Хулия Трухийо, Мария Елена Флорес.
- 2014. В ефира на Телевиса. Версия и либрето: Химена Суарес. В ролите: Виктория Руфо, Кристиан Майер, Ариадне Диас, Мане де ла Пара.